# Saint-Mathieu-de-Tréviers
Saint-Mathieu-de-Tréviers là một xã thuộc tỉnh Hérault trong vùng Occitanie phía nam nước Pháp.